# Lucina Kathmann
Lucina Kathmann (Albany, 28 de abril de 1942) es una escritora y activista estadounidense radicada en San Miguel de Allende desde 1978. Ha publicado libros, ensayos y cuentos a nivel internacional en varios idiomas. Ha sido miembro activo de PEN International desde 1986 y ayudó a fundar el Comité de Mujeres Escritoras de la organización en 1991. Lucina representa a PEN International en la Comisión de la Condición Jurídica y Social de la Mujer de la ONU.

## Biografía

### Primeros años
Kathmann nació en Albany, Nueva York, siendo hija de un par de médicos. Obtuvo su licenciatura en filosofía de la Universidad de Harvard en 1964 y una maestría de la Universidad Northwestern en 1967.

### Carrera
Enseñó filosofía en Barat College durante unos años. La escritura de Kathmann trata principalmente sobre las mujeres, sus luchas y logros, su represión y sus extraordinarias contribuciones a la libertad y la literatura. En 1989, Liberty Press publicó su novela The Adventures of the Magnificent Kong and Brawny Mouse y luego salió en cintas especiales para ciegos.
Escribió muchas de sus propias piezas en inglés y español. A lo largo de la década de los noventa, Kathmann publicó ensayos, poesía, traducciones y cuentos infantiles en una variedad de revistas y antologías. En 1999 se publicó una antología bilingüe de sus cuentos para niños, Payshapes y el oso, que fue reconocida como finalista en los International Book Awards, patrocinados por USA Book News.

### Vida personal
Conoció a su esposo Charles Kuschinski en México, ambos tuvieron dos hijos: Nicolás (1985) y Daniel (1988). En 1988, una amiga cercana y vecina de Lucina falleció durante el parto. Lucina y Charles adoptaron a los seis hijos de esa amiga y los criaron junto a los suyos.

## Obra seleccionada

### Libros
- La aventura del magnífico Kong y el ratón musculoso, 1988.
- Payshapes y el oso, Chiron Books, (inglés/español).[7]
- To Make Ourselves Heard / Para que nos escuchen: historias del Comité de Escritos del, Biblioteca de Textos Universitarios, 2002.[8]
- Un bosque de matemáticas, Chiron Books, 2008.[9]
- Espacios privados, lugares públicos: una mujer en casa en el mundo, Madeira Press, 2017.[10]

### Ensayos
- “La mujer que sabe latín (Inglés)” Revista de Poesía Cordite (2004).[11]
- “Mujer que sabe latín (Español)” Cordite Poetry Review (2004).
- Reseña de poesía en cordita “Destino Kurdistán” (2005).[12]
- “Guest-Blogger Lucina Kathmann, Author of a Forest of Mathematics / Un bosque de matemáticas” Madam Mayo (2009).
- “Battlefront México” PEN Internacional (2012).
- “Asesinato por otro nombre” PEN International (2013).[13]
- “Una historia del Comité de Mujeres Escritoras de PEN Internacional” Comité de Mujeres Escritoras de PEN Internacional Antes y Ahora (2013).
- “China: PIWCC escribe a Xi Jinping sobre la reciente 'ola de arrestos'” PEN International (2014).
- “Primer día de CSW 63 Naciones Unidas Nueva York NY 11 de marzo de 2019” Chicago Network for Justice & Peace (2019).
- “Comisión de las Naciones Unidas sobre la Condición Jurídica y Social de la Mujer 63 Segundo día – 12 de marzo de 2019” Chicago Network for Justice & Peace (2019).
- “Informe sobre la 62.ª sesión de la Comisión de la ONU sobre la Condición Jurídica y Social de la Mujer” Chicago Network for Justice & Peace (2018).
- “Comisión de las Naciones Unidas sobre la Condición Jurídica y Social de la Mujer 14 de marzo de 2019 CSW Día 4” Chicago Network for Justice & Peace (2019).
- “Doble peligro: mujer y periodista” Chicago Network for Justice & Peace (2019).
- “Ženske morajo prenašati več težav / Las mujeres tienen que soportar más problemas” Vrabec Anarhist (2020).[14]
- “A dangerous place in a dangerous country: an interview with Fernanda Ferral” PEN International (2020).